# Russula
Russula (Christian Hendrik Persoon, 1797) este un gen de ciuperci din  încrengătura Basidiomycota, în ordinul Russulales și a familiei Russulaceae. Acest gen cuprinde aproximativ 750 de specii global, iar peste 90 în Europa, fiind un simbiont micoriza (formează micorize pe rădăcinile arborilor). Speciile se dezvoltă - de la câmpie la munte - numai în Păduri de foioase și/sau de conifere, dar niciodată prin câmpuri, parcuri sau livezi, din (mai) iunie până în octombrie (noiembrie). Tip de specie este Russula emetica.

## Taxonomie
Genul Russula a fost definit și descris de micologul și botanistul bur Christian Hendrik Persoon, pentru prima oară în lucrarea sa Observationes mycologicae din 1796.
Deși s-au făcut numeroase încercări de redenumire în: Agaricus trib. Russula Fr. (1821), Macowanites Kalchbr. (1882), Russulina J.Schröt. (1889), Elasmomyces Cavara (1898), Gymnomyces Massee & Rodway (1898), Martellia Mattir. (1900), Phaeohygrocybe Henn. (1901), Dixophyllum Earle (1909), Lactarelis Earle (1909), Omphalomyces Battarra ex Earle (1909), Bucholtzia Lohwag (1924) sau Cystangium Singer & A.H.Sm. (1960), aceste au fost neglijate și sunt nici măcar folosite ca sinonime. Singura taxonomie valabilă este acea a lui Persoon.
Numele generic este derivat din cuvântul latin (latină russulus) diminutiv al adjectivului russus, ce înseamnă roșior, roșu-maro.

## Descriere

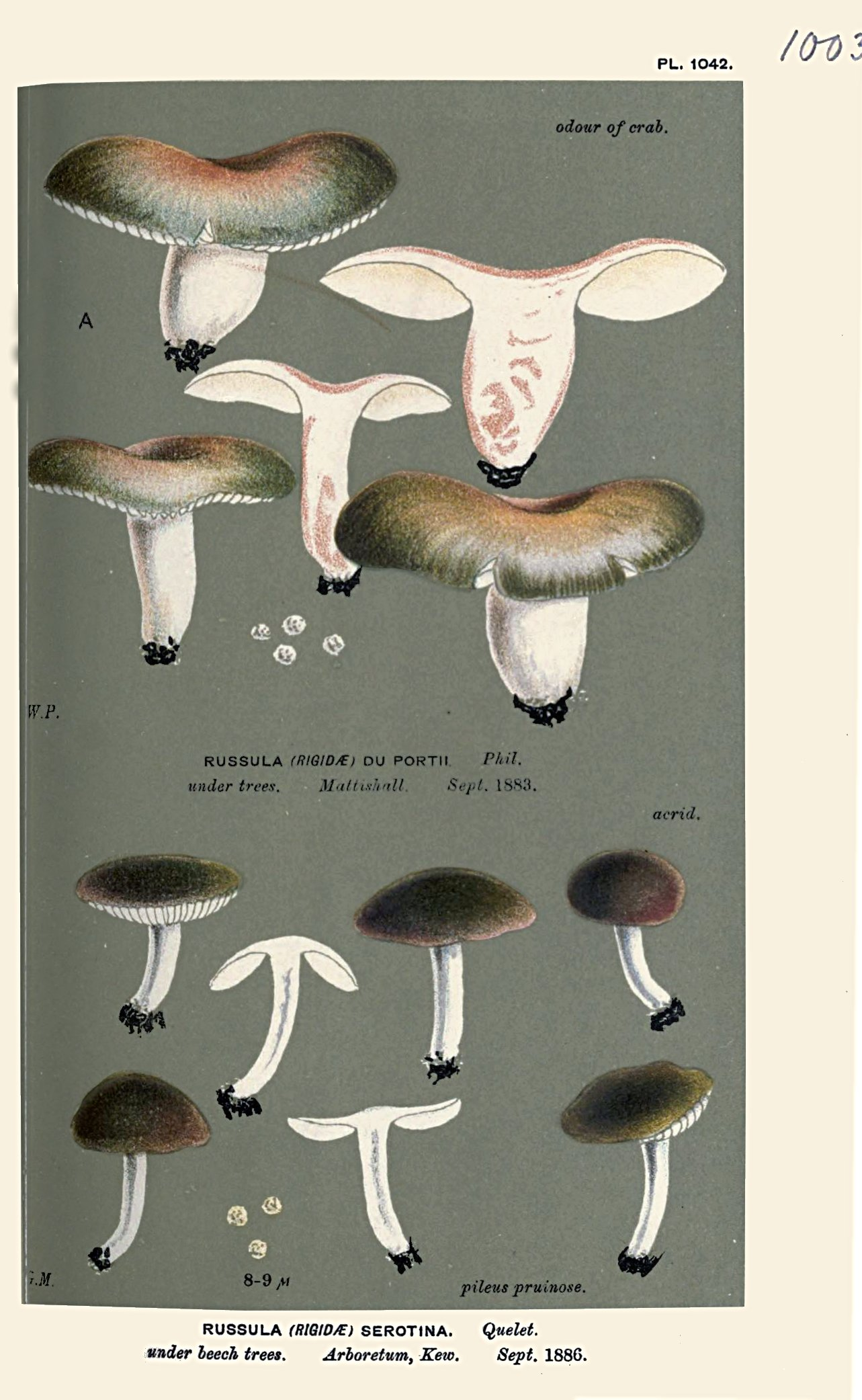
R. serotina

- Pălăria: este de mărime medie pentru ciuperci plin dezvoltate cu un diametru de aproximativ 4-10 (15) cm, inițial mereu semisferică, apoi concavă și in sfârșit plată în formă de pâlnie, în cazuri rare adâncită în centru, cu marginea întâi răsfrântă spre picior și apoi întinsă, uneori ondulată sau crestată, compactă și cărnoasa. Cuticula este netedă și lucioasă, la umezeală un pic lipicioasă. Culorile pălăriei diferă mult (vezi mai jos).
- Lamelele:  sunt dese, bifurcate, bulboase, foarte fragile și în cele mai multe cazuri albe precum unite cu piciorul și puțin decurente. Sporii sunt aproape rotunzi și punctați, pulberea lor este albă.
- Piciorul: are o înălțime de 4-10 cm și o lățime de 1,5-5 cm, fiind cilindric și cărnos, relativ îngroșat la mijloc, și subțiat la bază de culoare în majoritate albă, înă cazuri mai rare cu tonuri galbene sau violete. Genul poartă  niciodată resturi unui văl parțial sub pălărie de acea îi lipsește și  o manșetă. Mai departe el nu este bulbos la bază. Piciorul se rupe cu același efect ca la un morcov sau la o bucată de cretă.
- Carnea: este densă și foarte compactă, câteodată chiar granuloasă, cu miros la soiuri comestibile imperceptibil sau de nuci și gust dulceag, iar la specii incomestibile cu miros câteodată fructuos sau de nucă de cocos și gust iute, la unele specii amar. Ea este albă, dar poate să fie colorată sub cuticulă. Cu excepția soiului 'Russula cyanoxantha (Vinețica porumbeilor) toate speciile acestui gen se decolorează cu sulfat de fier roșiatic.[8]
- Coloritul este foarte diferit de la alb până negricios, folosind aproape toate culorile precum nuanțele lor, schimbându-l adesea oară și în timpul dezvoltării. Un mare număr arată culori de roșu violet sau brun.[9]

## Diverse specii

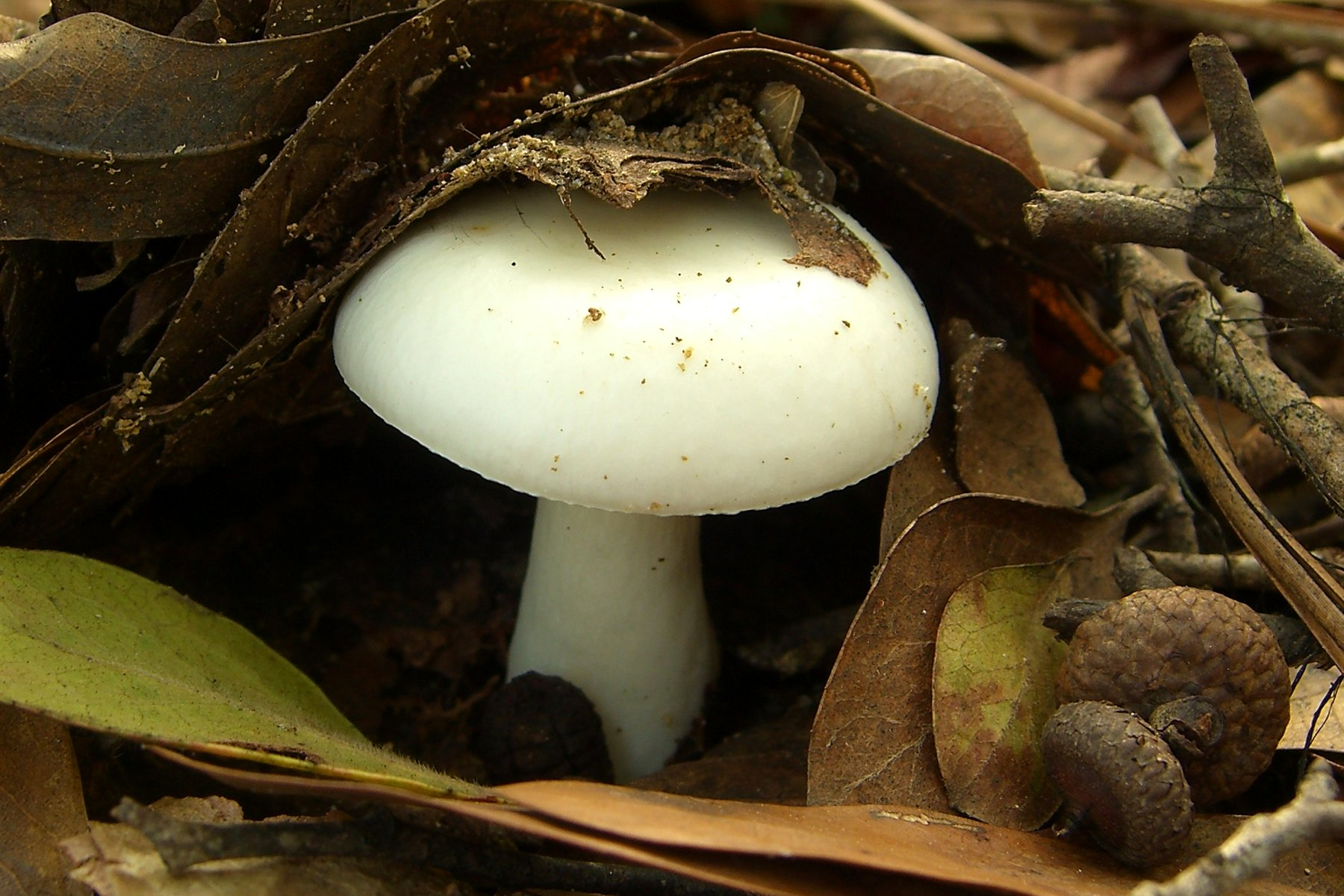
alb: R. albidula
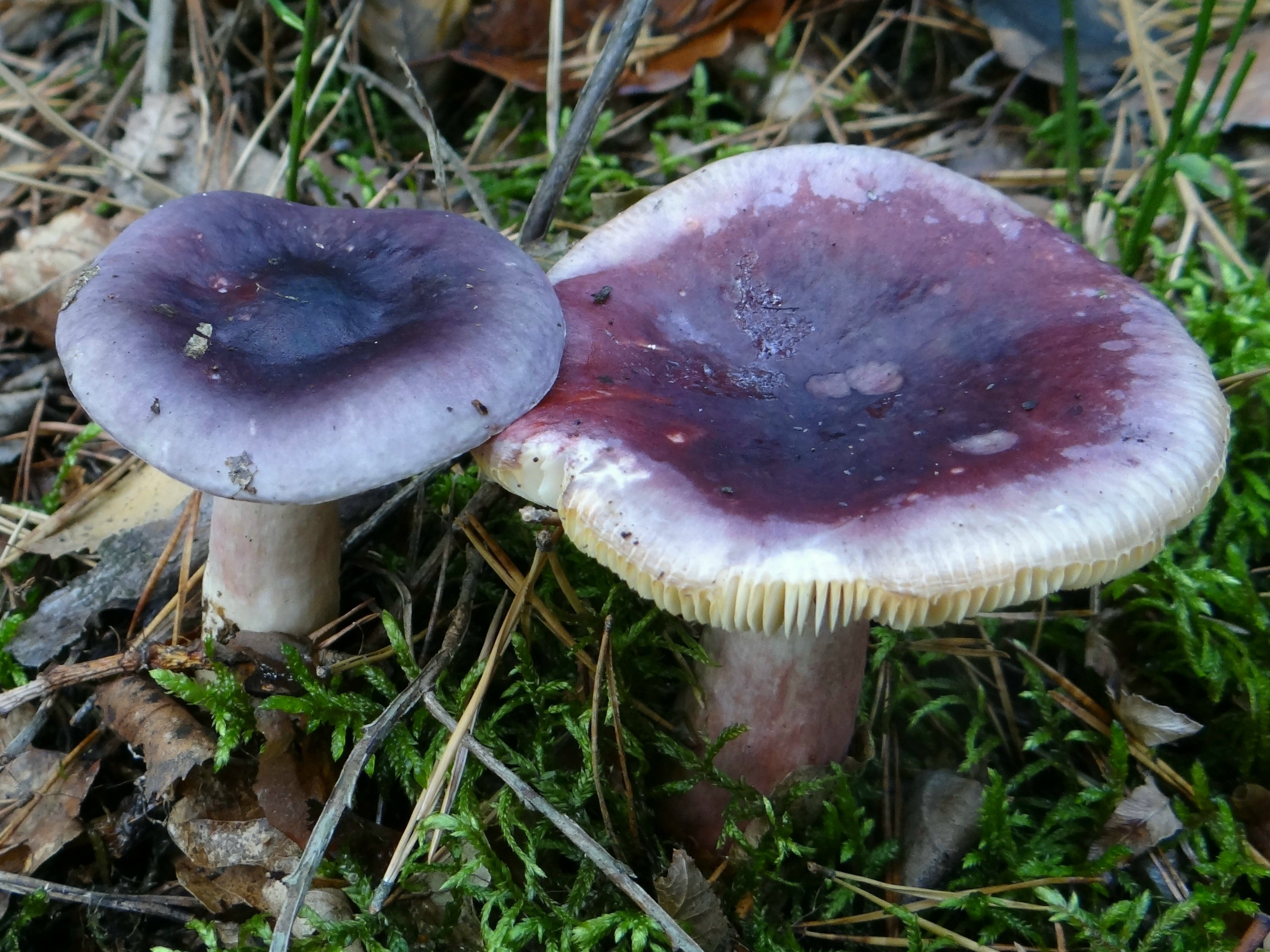
albăstrui: R. sardonia
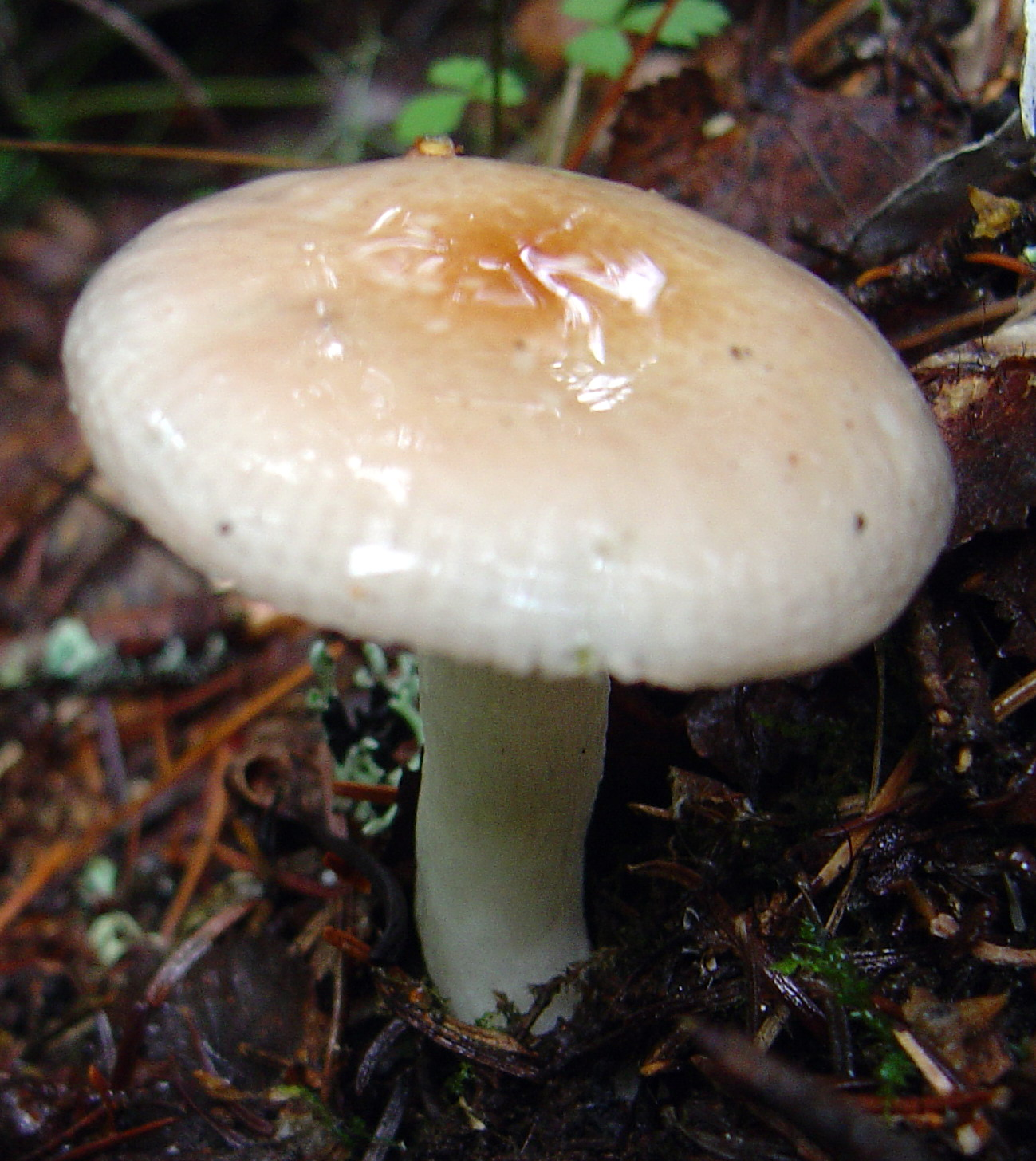
crem: R. velenovskyi
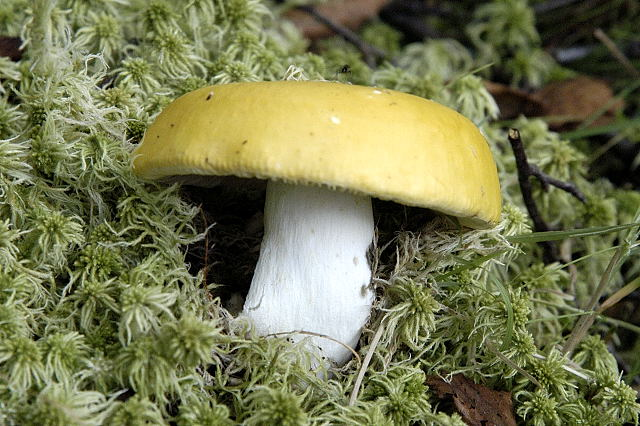
galben: R. claroflava
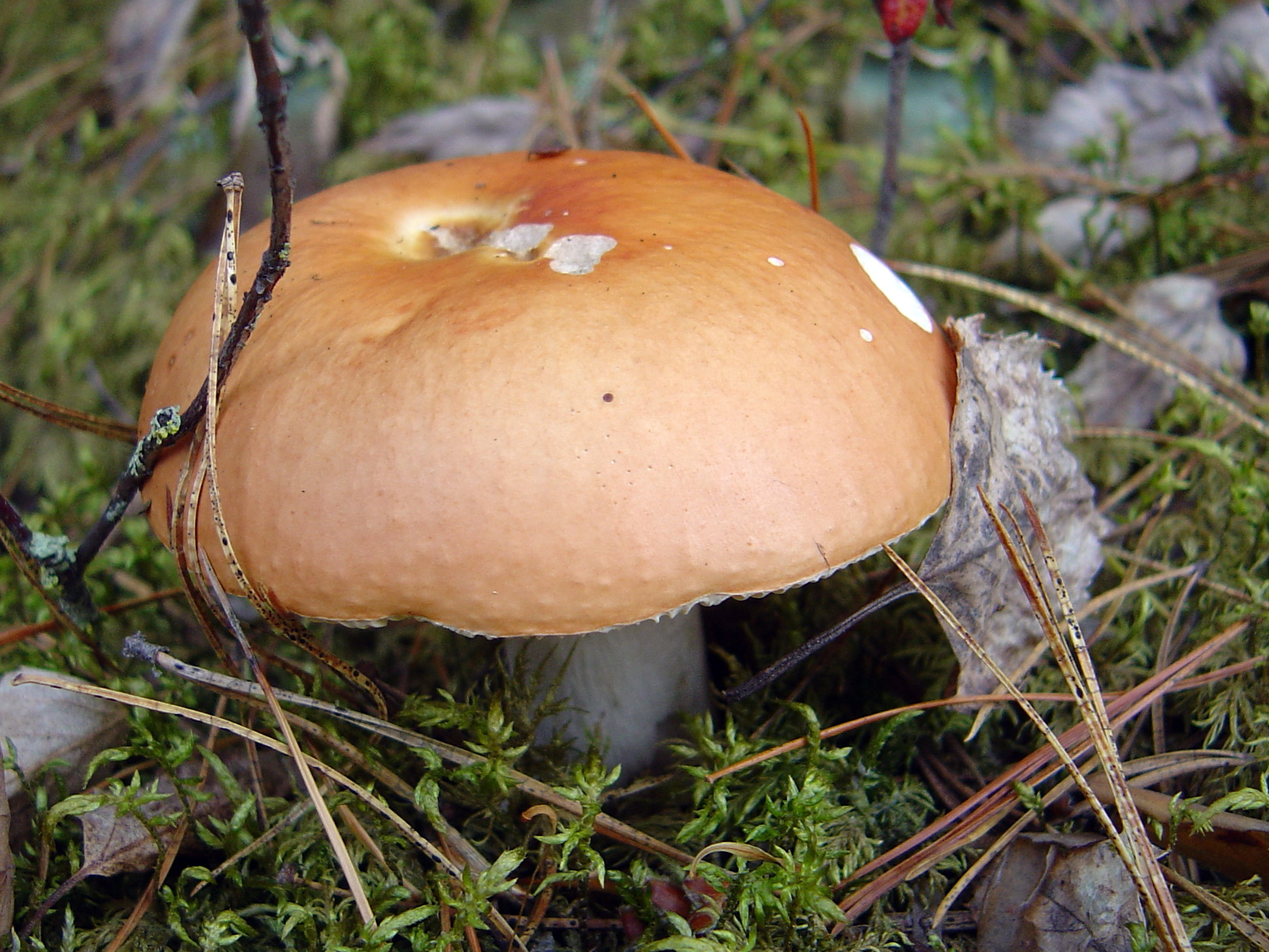
maro deschis: R. decolorans
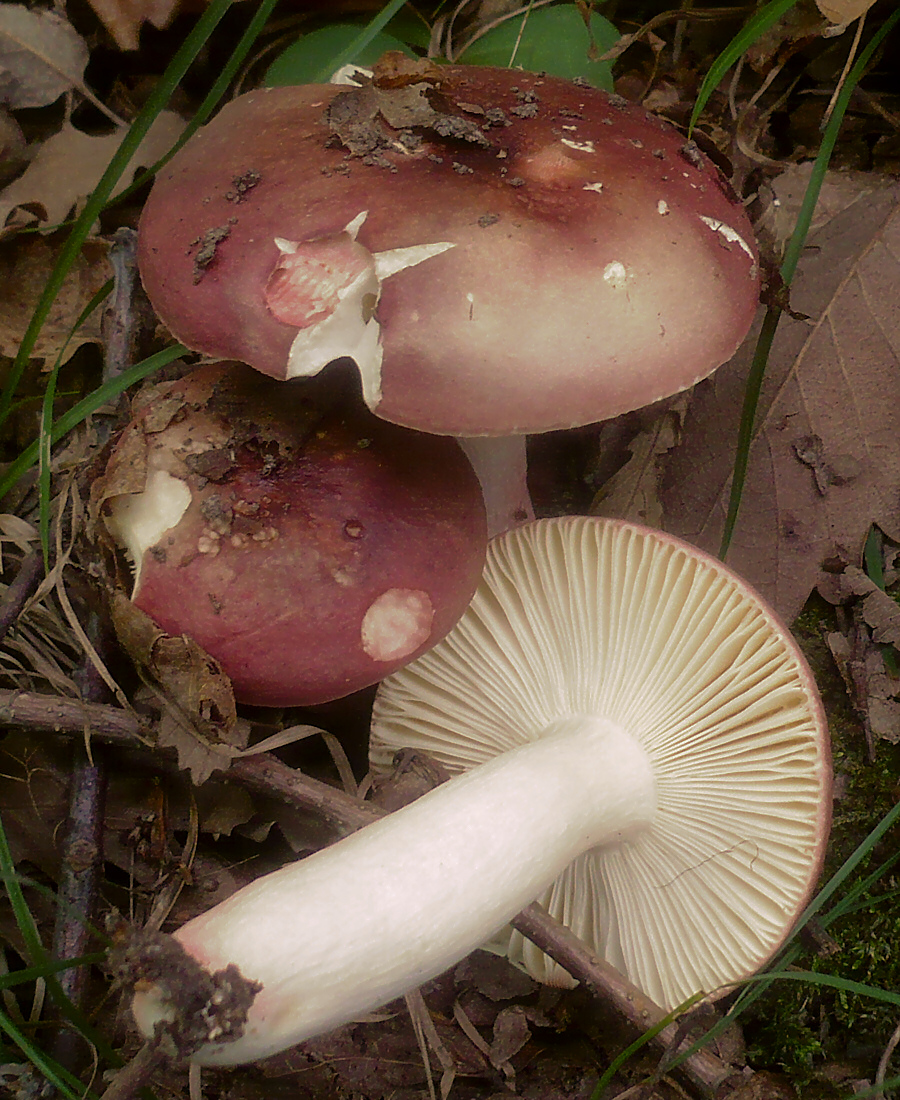
maro închis R. vinosobrunnea
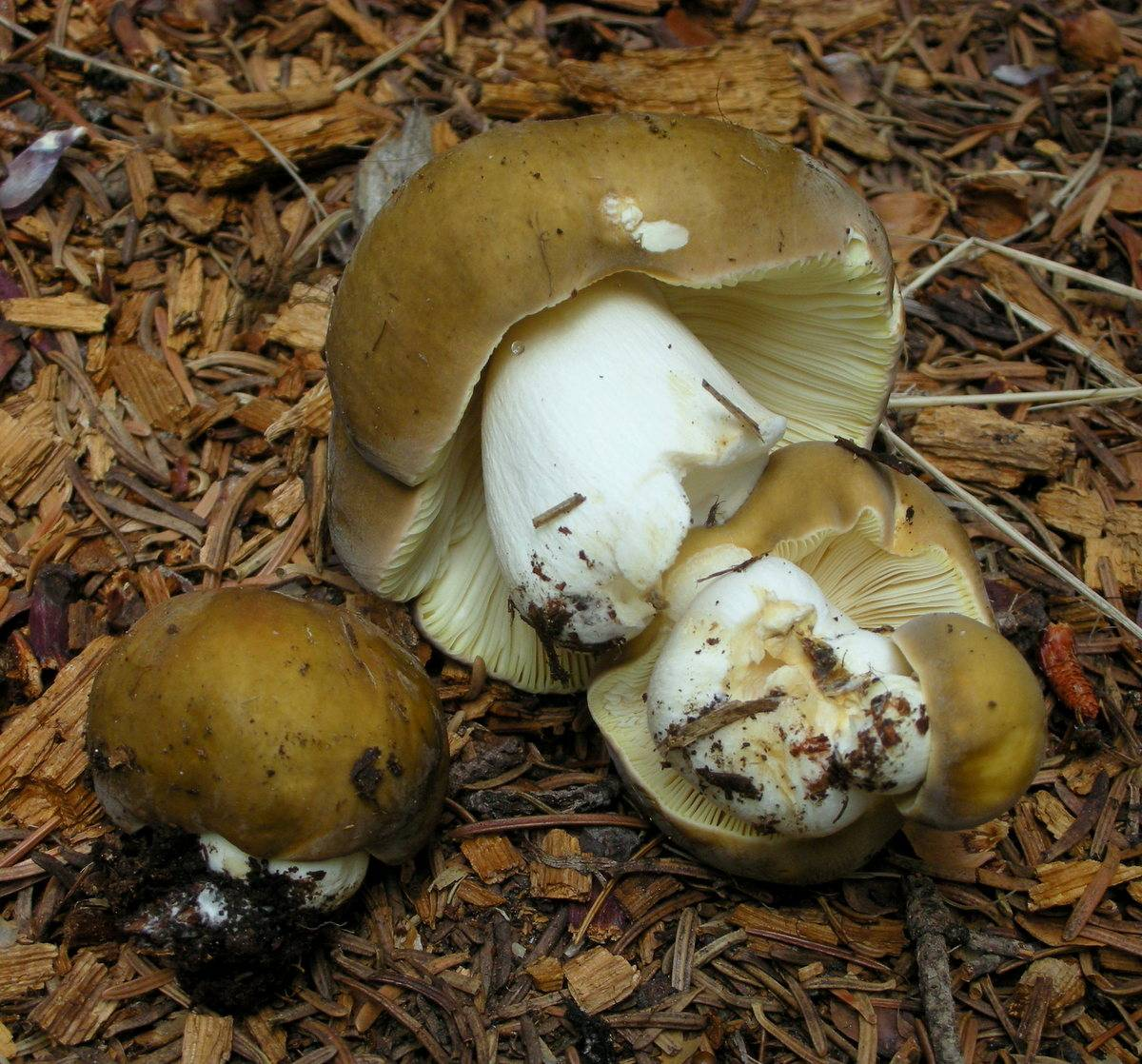
măsliniu: R. olivacea
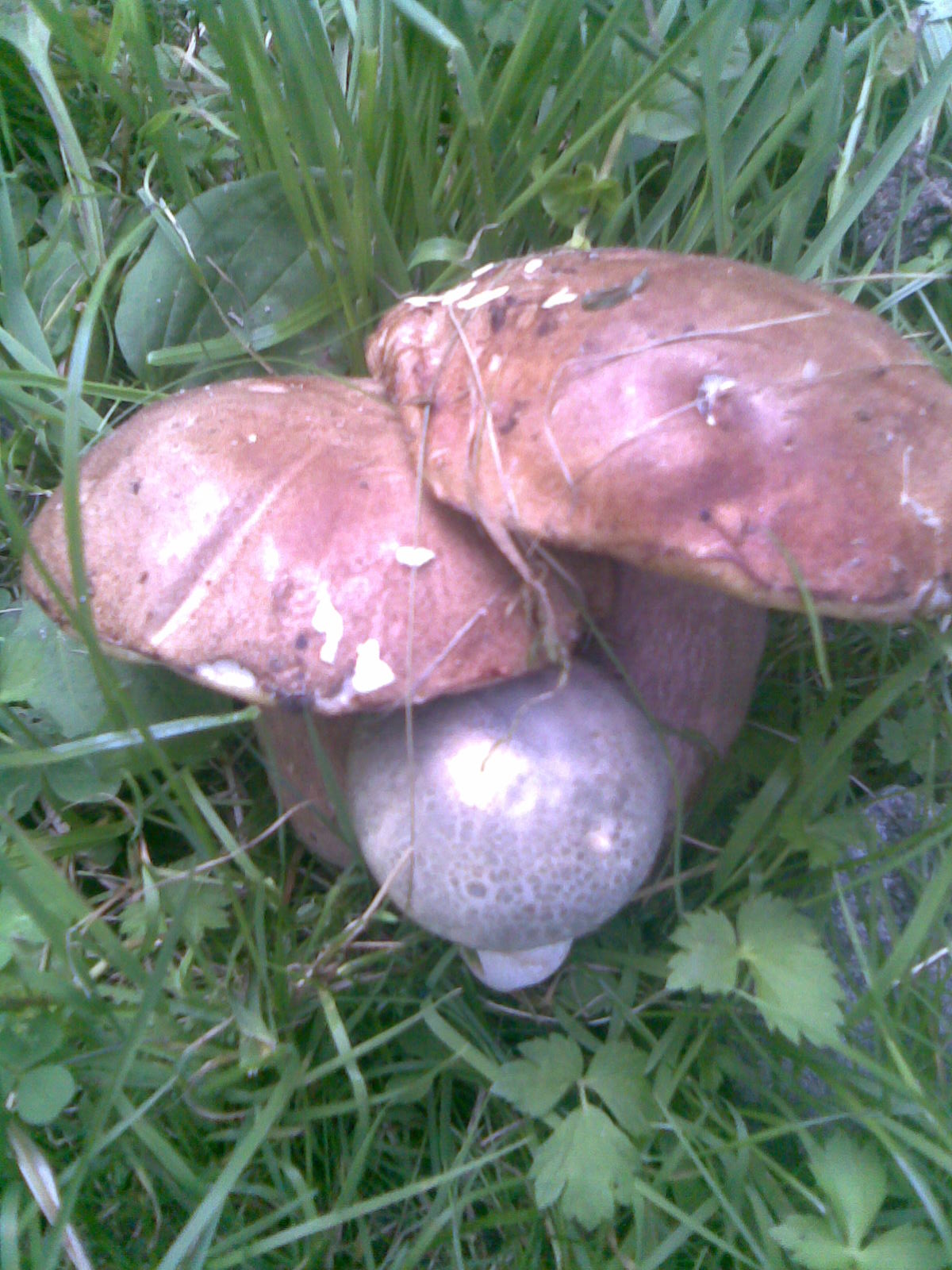
mov: R. grisea
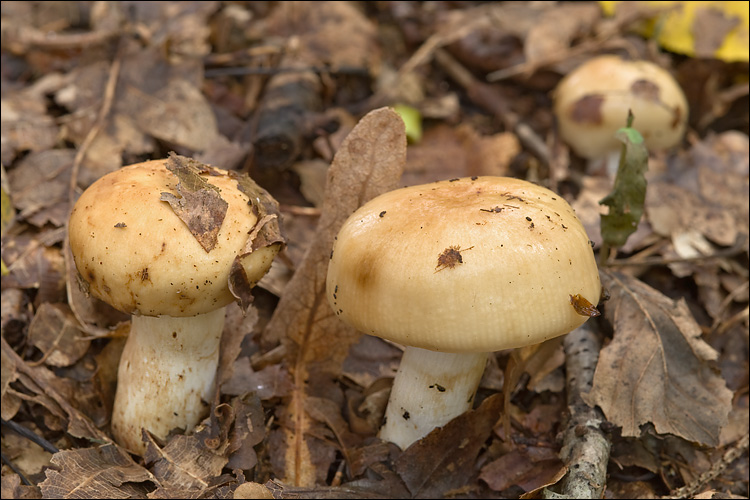
ocru: R. laurocerasi

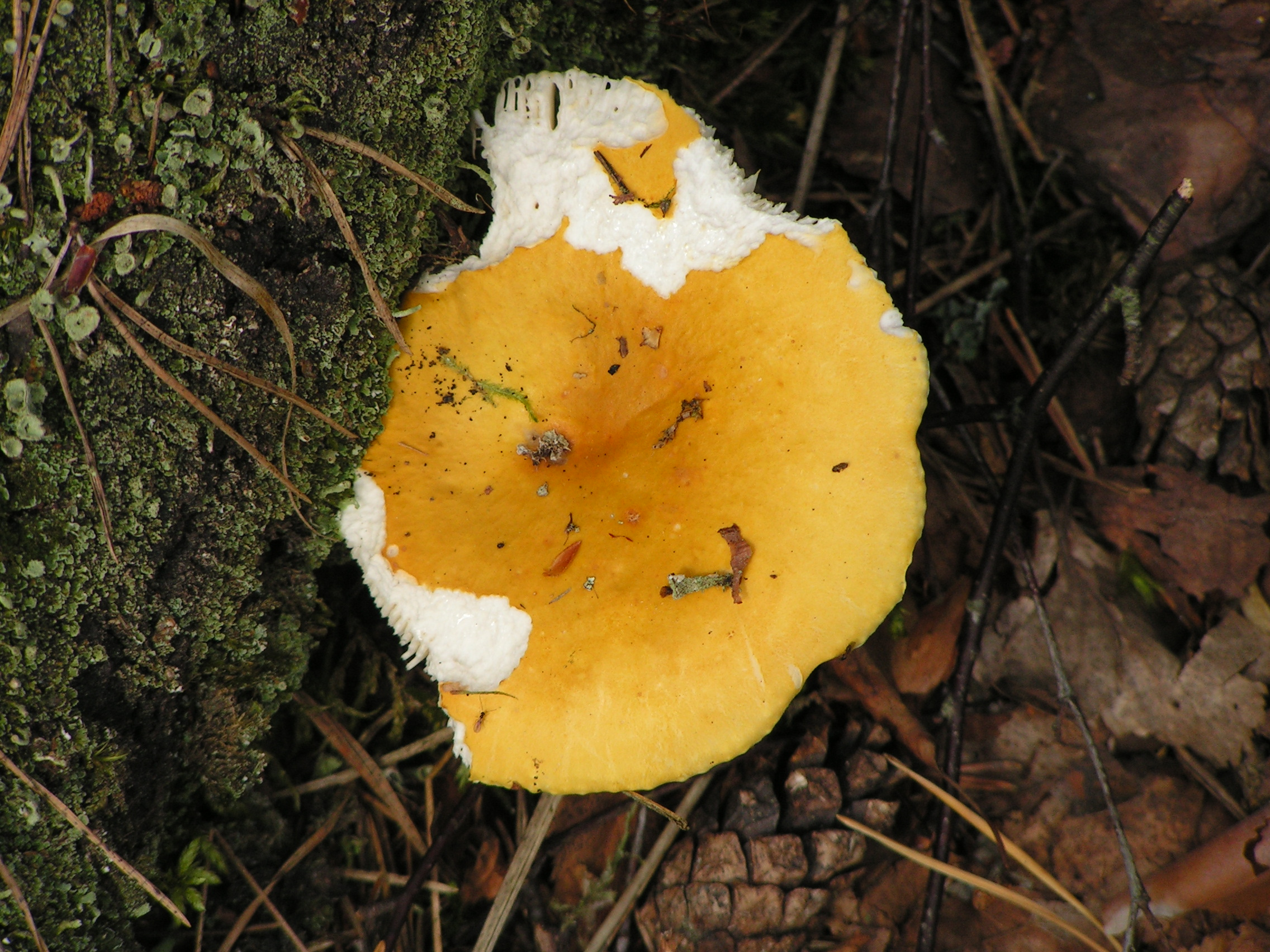
portocaliu: R. lutea
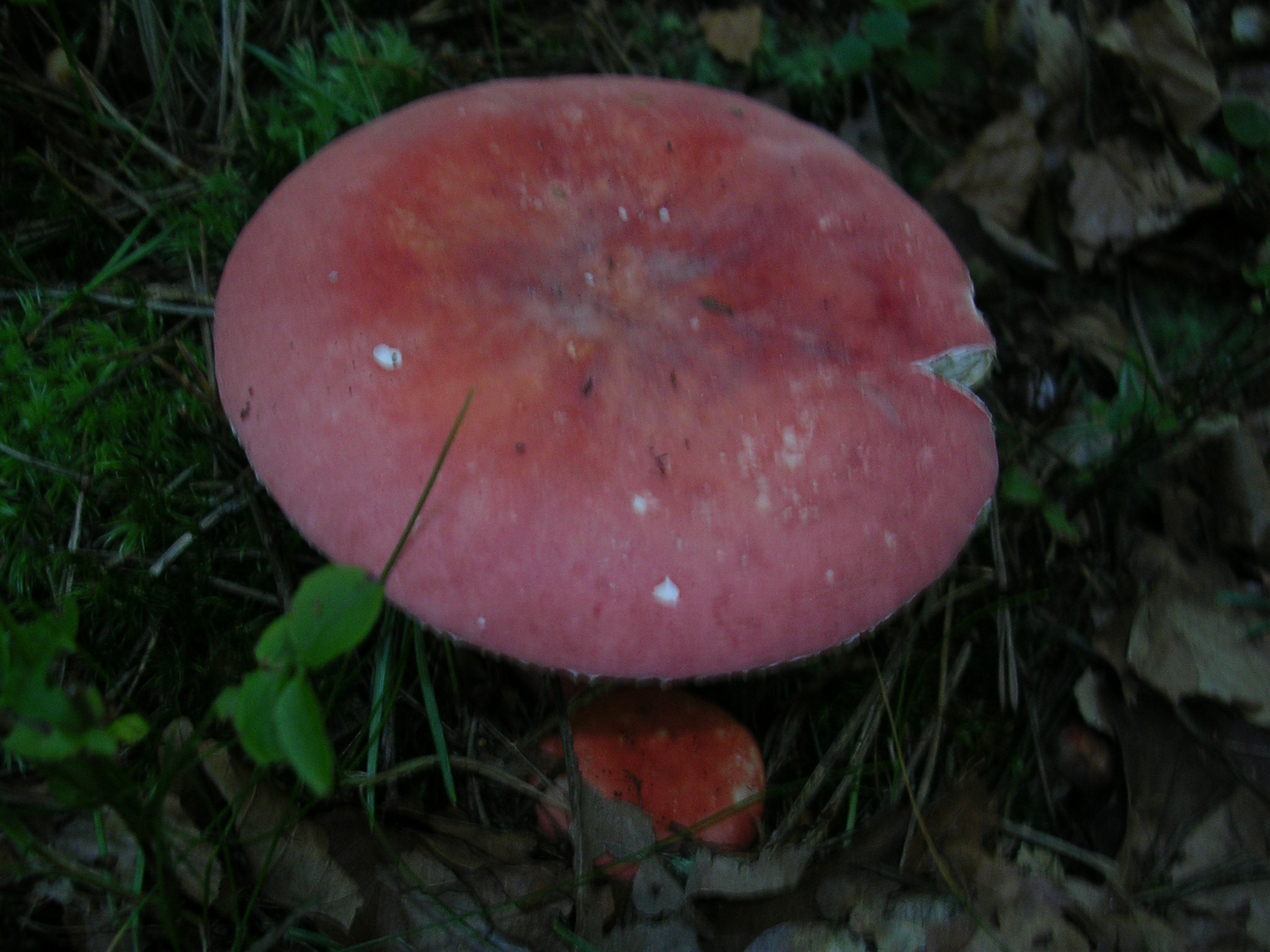
purpuriu: R. queletii
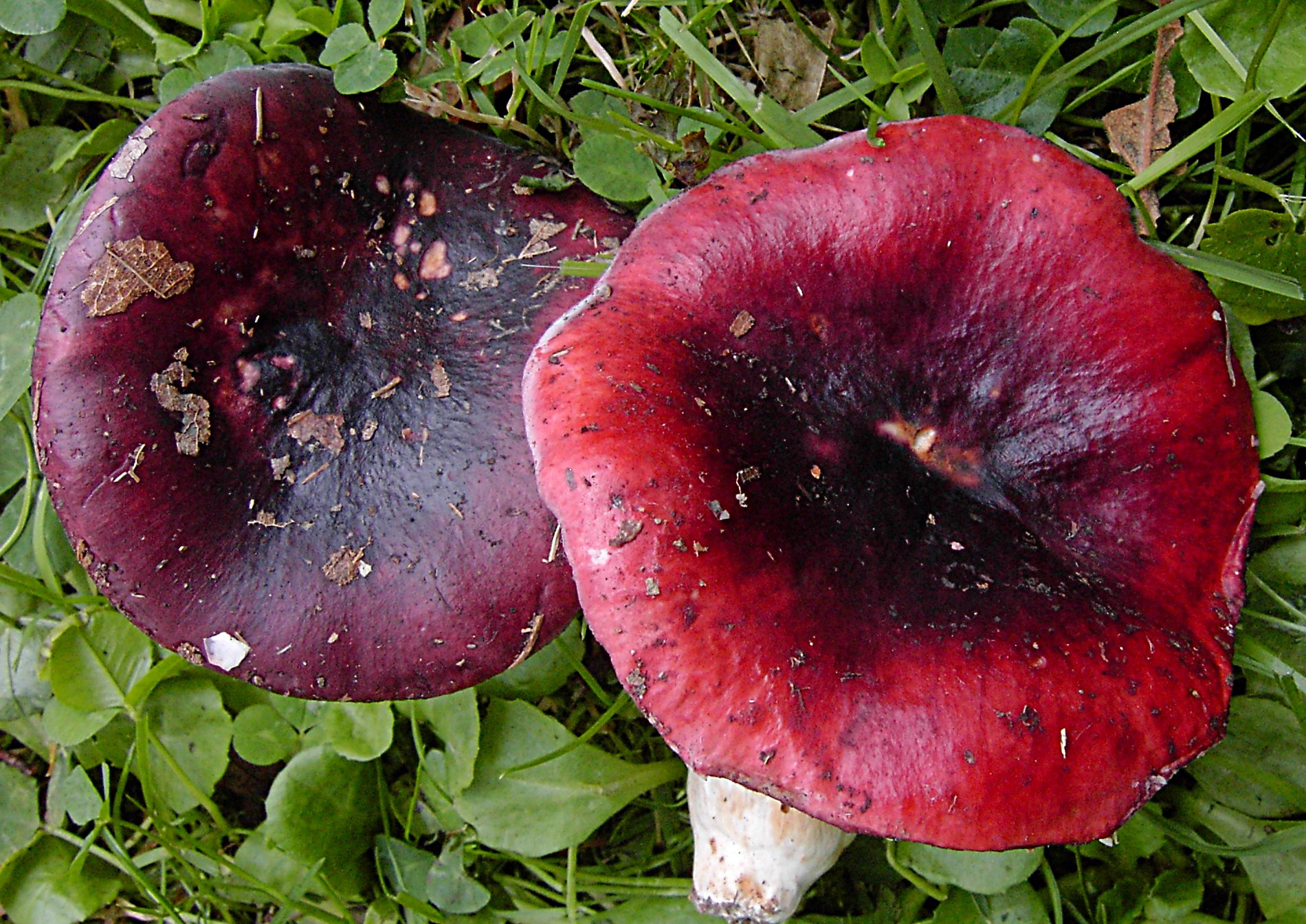
purpuriu închis: R. atropurpurea
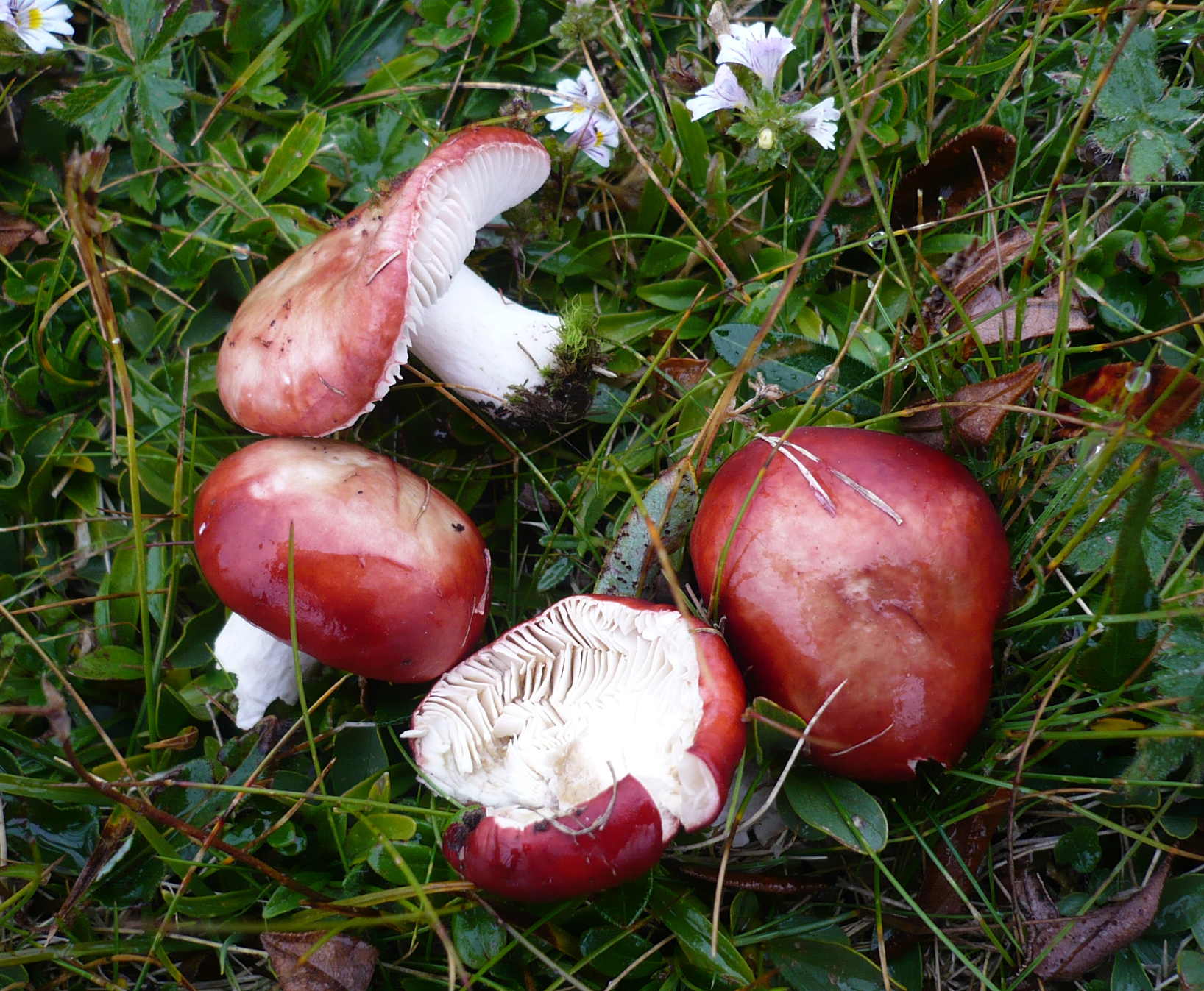
roșu: R. nana
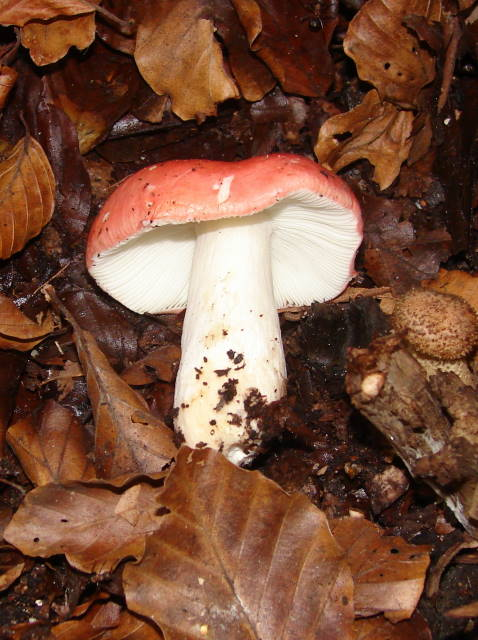
roz: R. nobilis
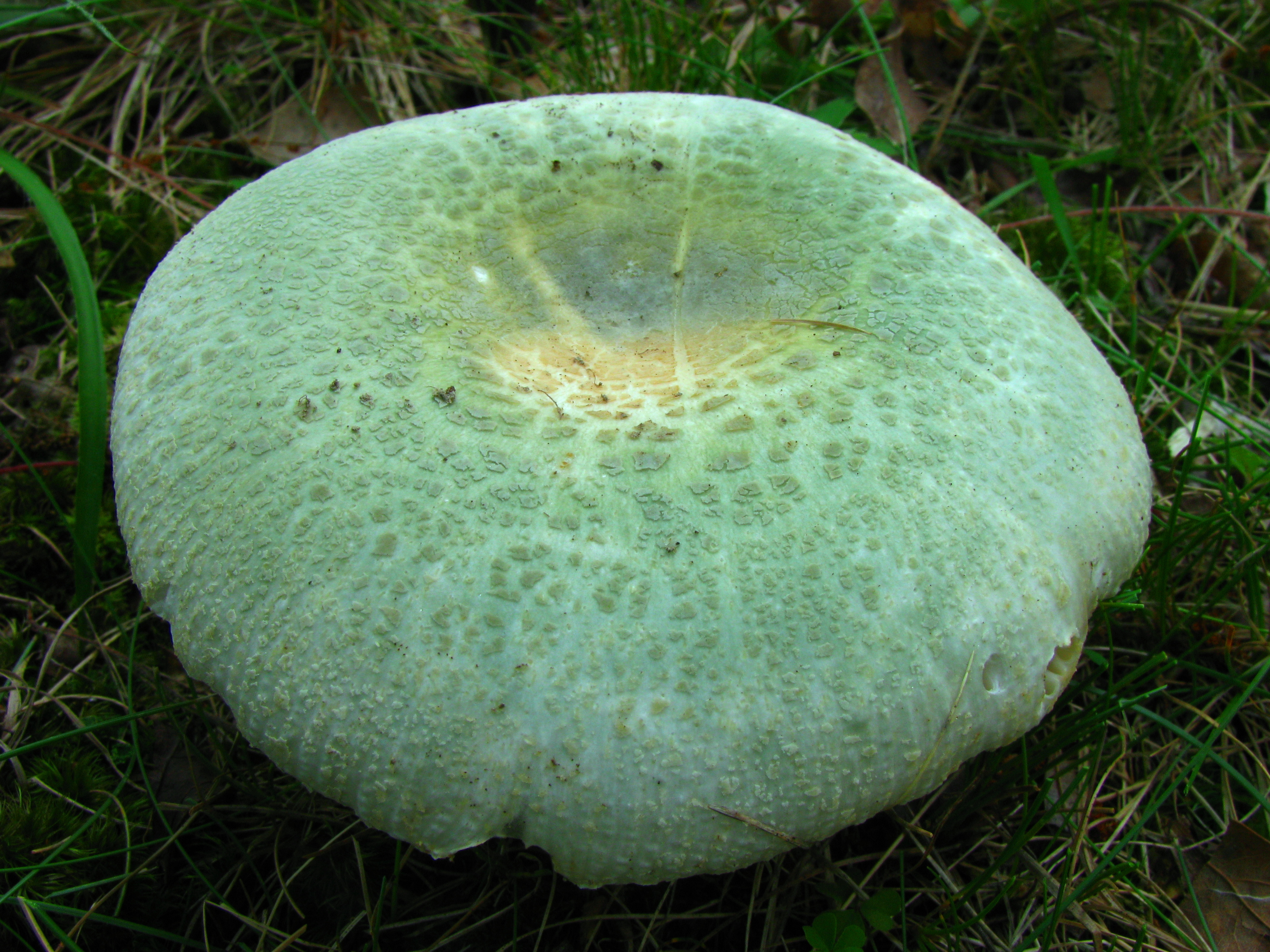
verde: R. parvovirescens
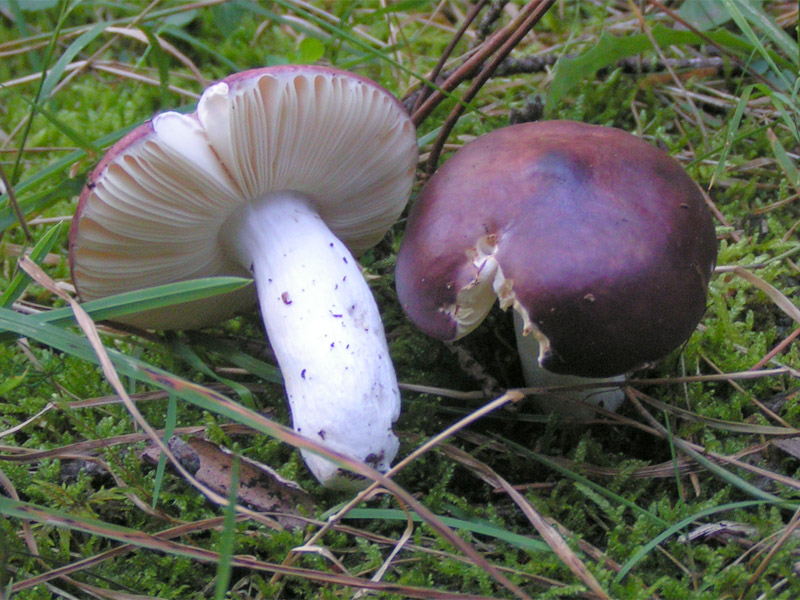
violet: R. caerulea
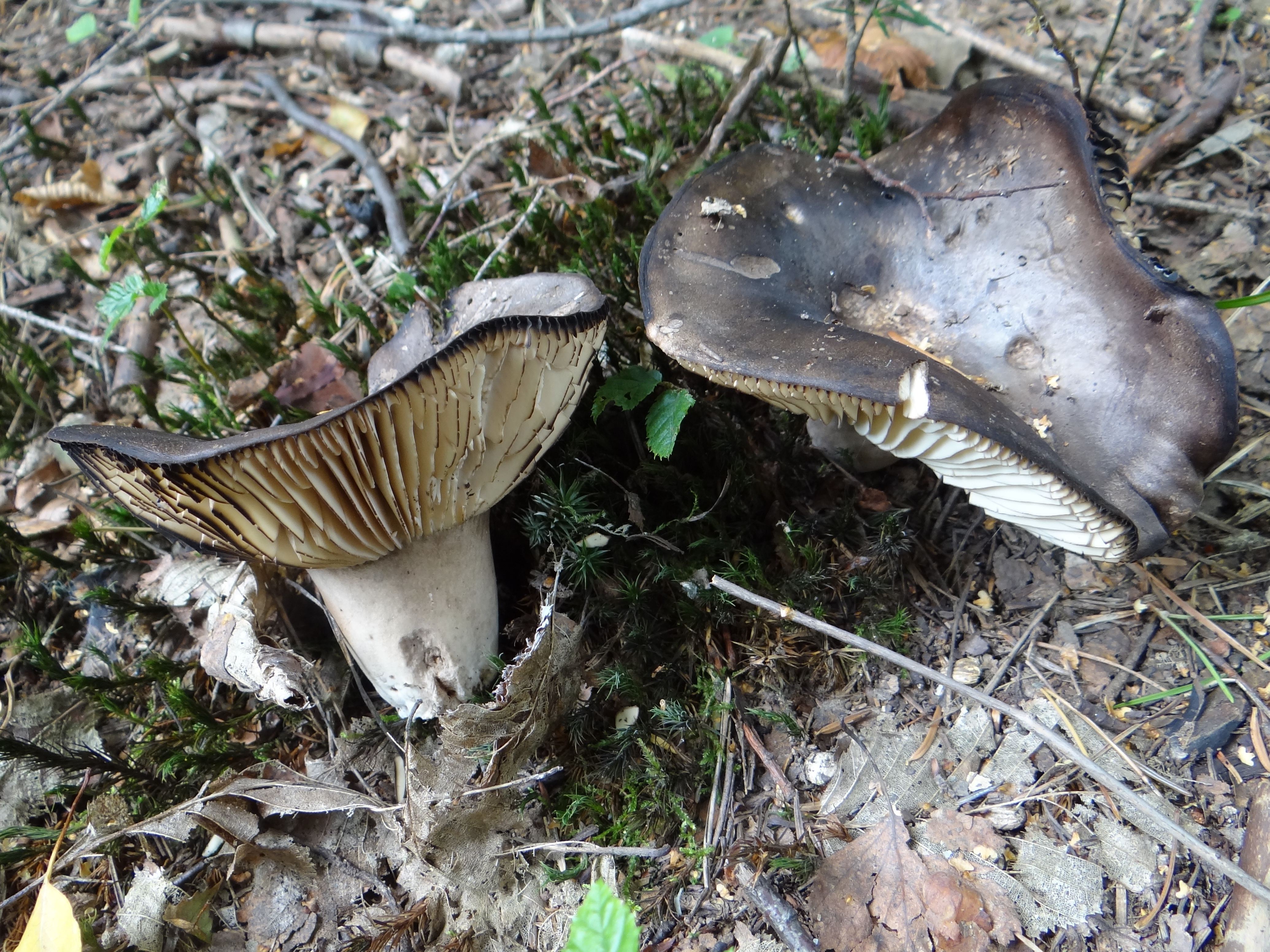
negru: R. nigricans

## Delimitare

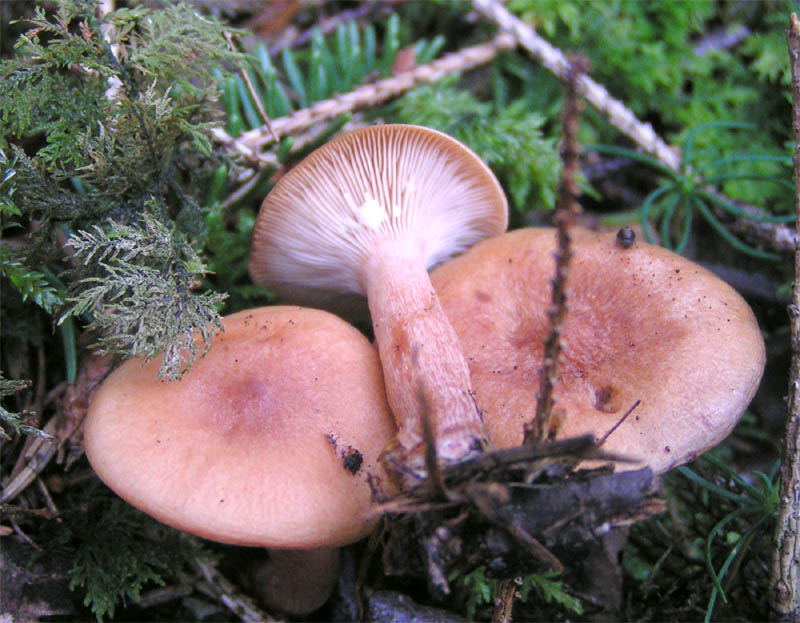
Lactarius aurantiofulvus

Aici cele mai importante deosebiri inntre genul Russula și alte genuri:
- Genul Agaricus seamănă privind speciile mai mici genului Russula, dar are o  manșetă la mijlocul piciorului și lamelele nu sunt albe sau galbene ci roze, devenind adesea oară după câtva timp maro, la bătrânețe negre.
- Genul Amanita este crescut mai mare, având fulgi pe pălărie, o  manșetă la mijlocul piciorului și un bulb cu volvă la bază.
- Genul Cortinarius, are lamele mai groase și îndepărtate. Carnea speciilor otrăvitoare este colorată așa ca și lamelele.
- Genul Lactarius se deosebește cel mai ușor prin laptele alb, portocaliu sau roșu care se revarsă după o leziune.
- Genul Lactifluus se deosebește cel mai ușor prin laptele alb, mulțimea acestor soiuri fiind piperați.
- Genul Tricholoma se deosebește întotdeauna printr-o carne fibroasă, adesea oară cu un miros puternic și neplăcut.

## Comestibilitate

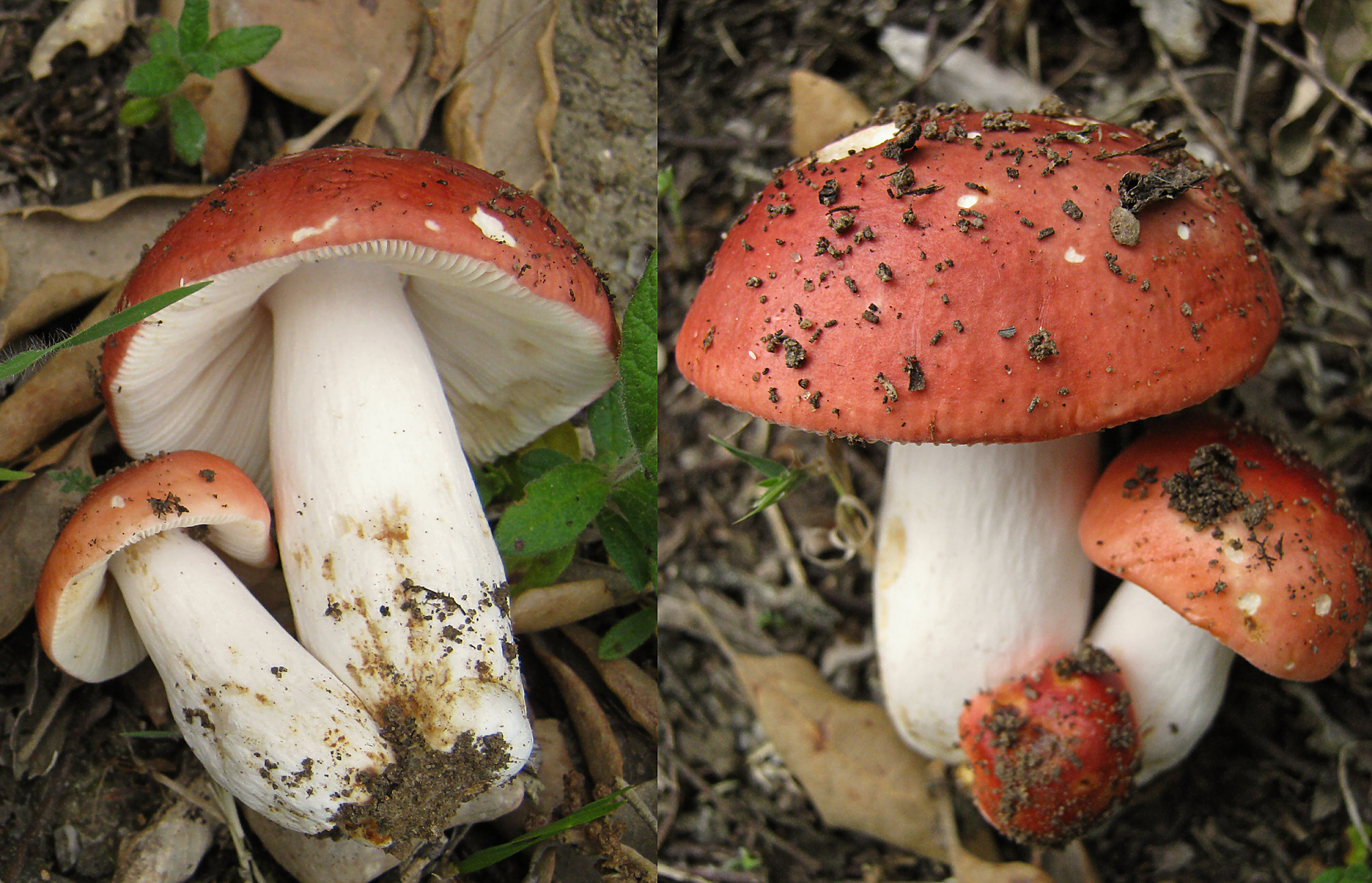
Russula lepida sin rosea

Numai pentru genurile Russula, Lactarius și Lactifluus contează: Toți bureții fără miros neplăcut sau gust iute sunt comestibili. Chiar și unii din acei iuți ar putea fi mâncați.
Russula emetica este otravitoare, Russula rosea sin. Russula lepida are un gust de lemn de cedru sau creion. La gătit dezvoltă un miros de terebentină, făcând fiecare fel de mâncare necomestibil.
Examinați mai întâi mirosul. După acea faceți proba de iuțime care este în mod normal nepericuloasă, căci cantitățile toxice sunt minimale, dacă scuipați proba.
Mai există un burete din acest gen, Russula subnigricans, care a provocat otrăviri fatale. Din păcate este de miros și gust plăcut. Dar din fericire, acesta crește numai în Asia de Est. Până astăzi nu s-a răspândit în Europa. Dar nu se știe dacă sau când s-ar putea întâmpla. De acea evitați Russulaceae cu cuticulă negricioasă.
Cel mai gustus soi acestui gen este Russula virescens = oiță, vinețică pestriță, hubuliță verde.

## Confuzii cu alte specii
Culegătorul de ciuperci ar trebui să se țină de delimitările descrise mai sus, și n-ar pății nimic. Totuși se întâmpla în fiecare an intoxicații grave, și chiar mortale, pentru că, în special începători, fac greșeli fatale. Genul Russula ar putea fi confundat sub acest aspect cu: Amanita phalloides, Amanita virosa, Cortinarius largus (otrăvitor), Cortinarius limonius (letal), Cortinarius rubicundulus (otrăvitor), Cortinarius vitellinopes (necomestibil), Tricholoma equestre (poate să fie letală ca Paxillus involutus), sau Tricoloma groanense (foarte otrăvitoare).

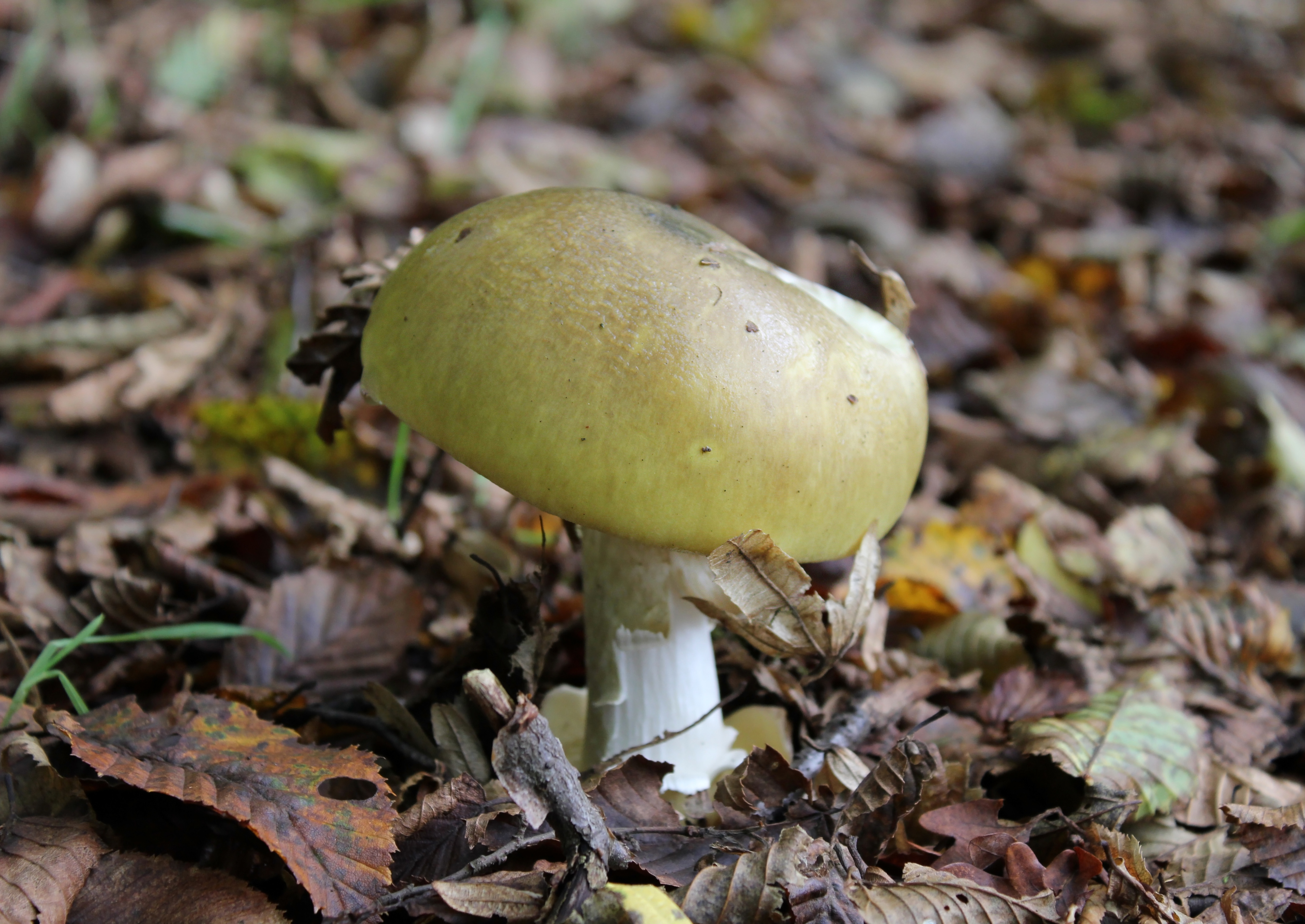
Amanita phalloides
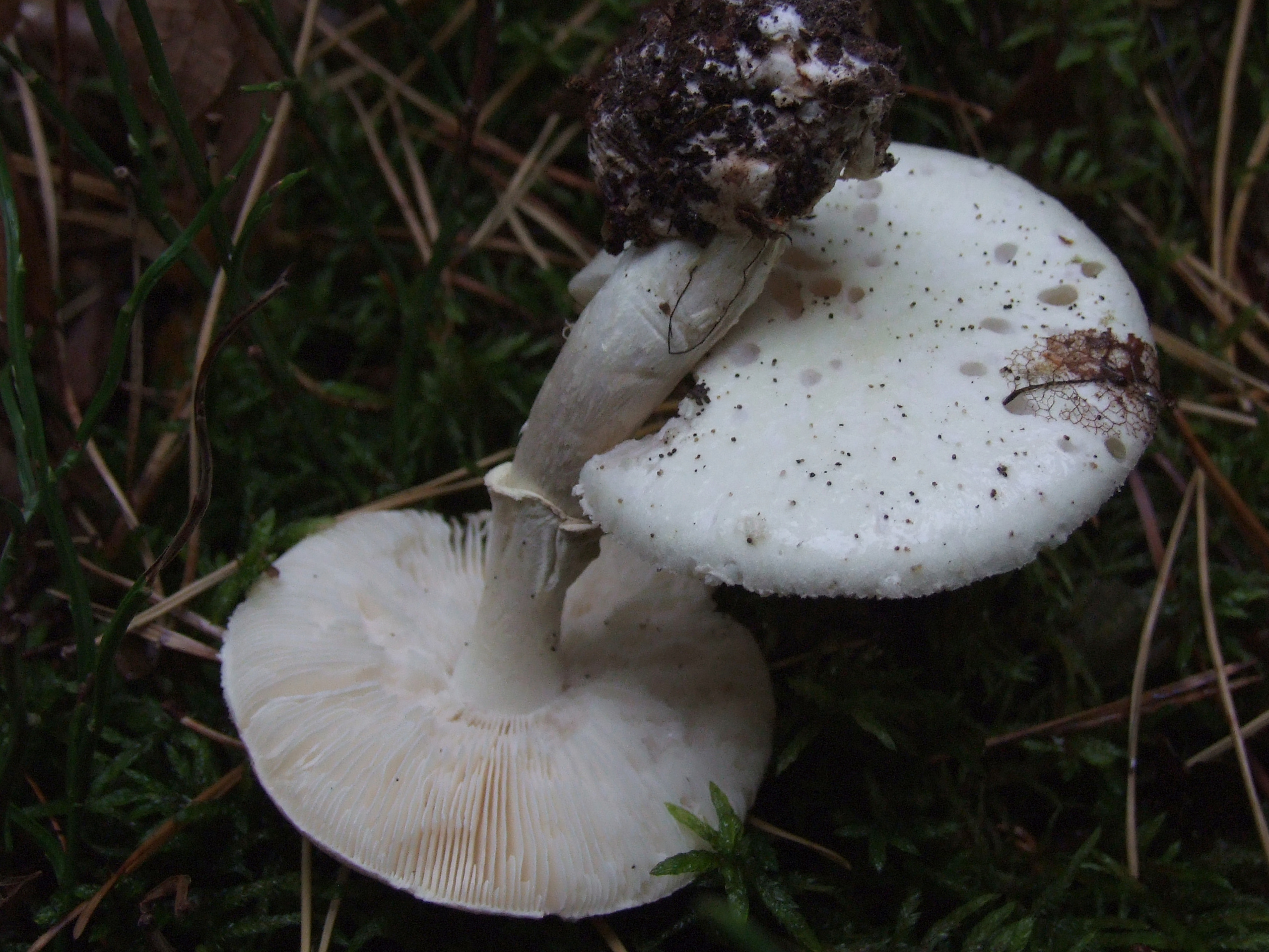
Amanita virosa
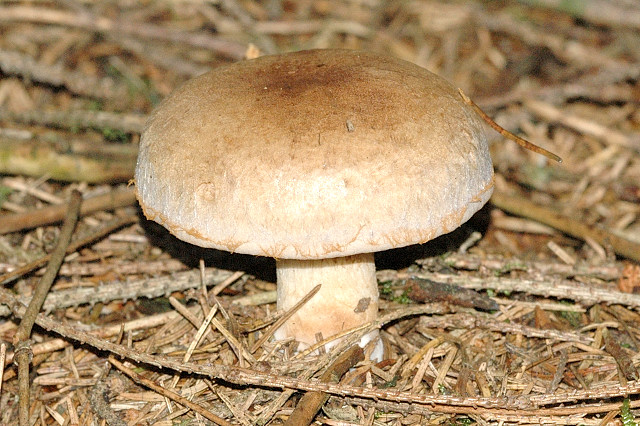
Cortinarius largus
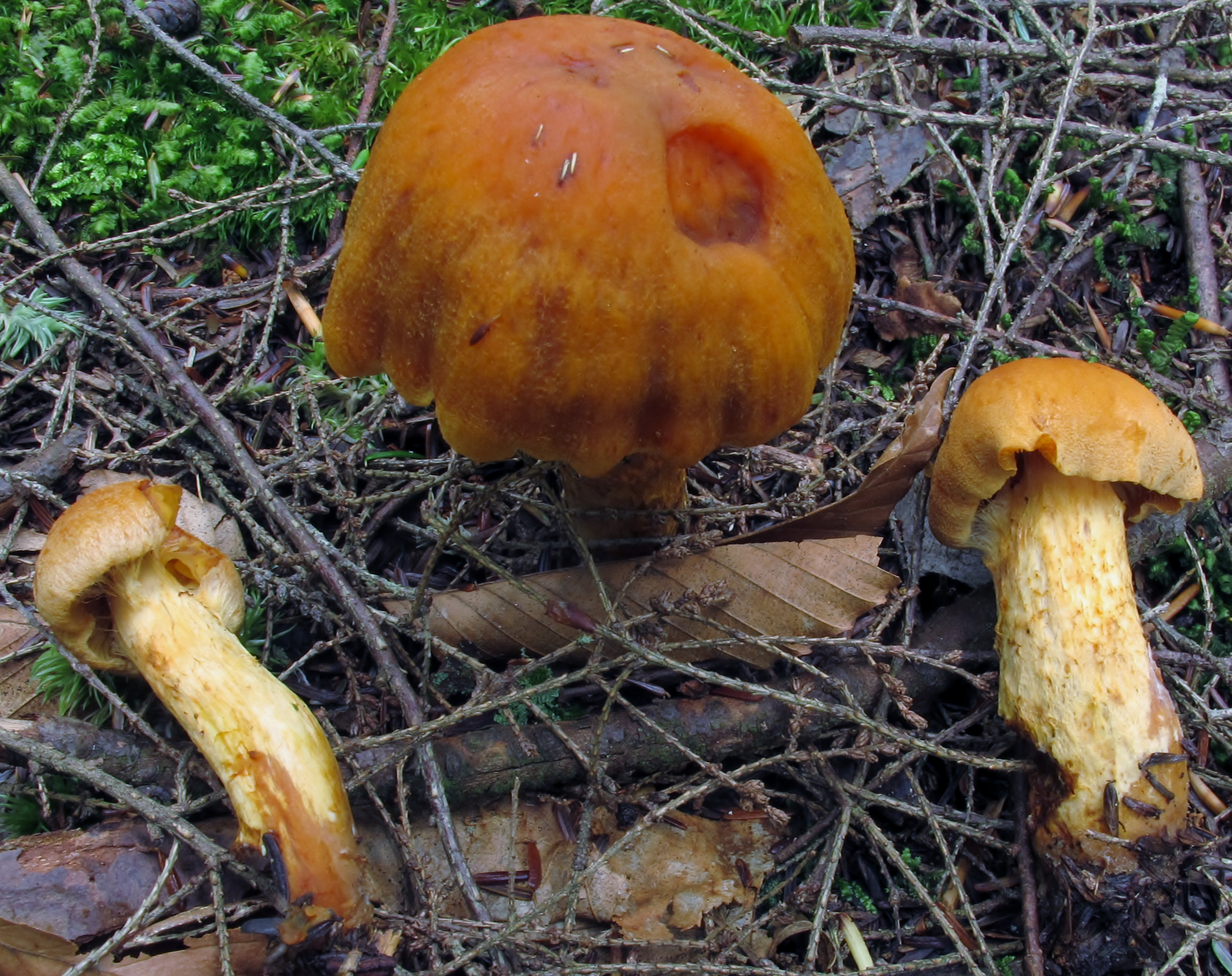
Cortinarius limonius
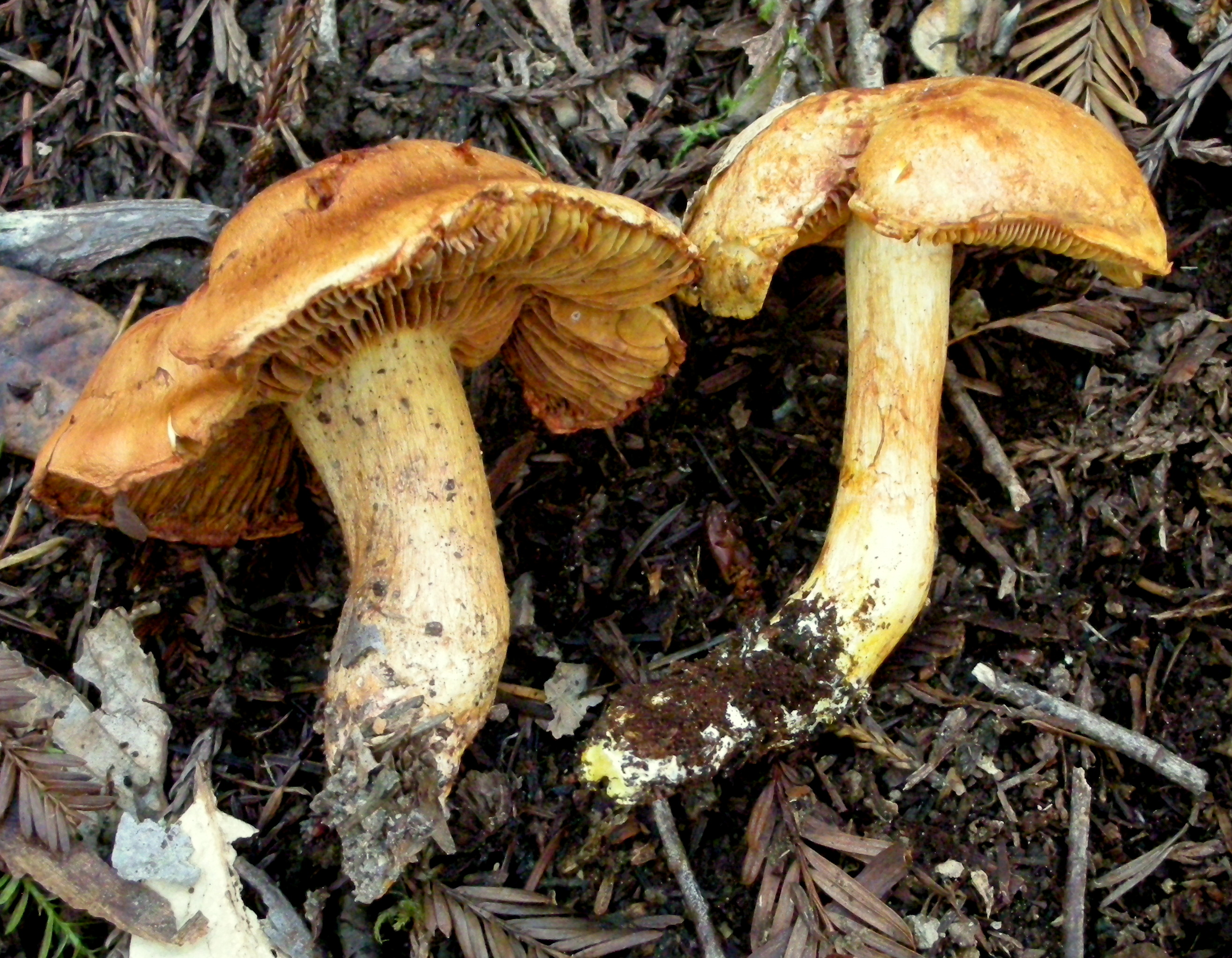
Cortinarius rubicundulus
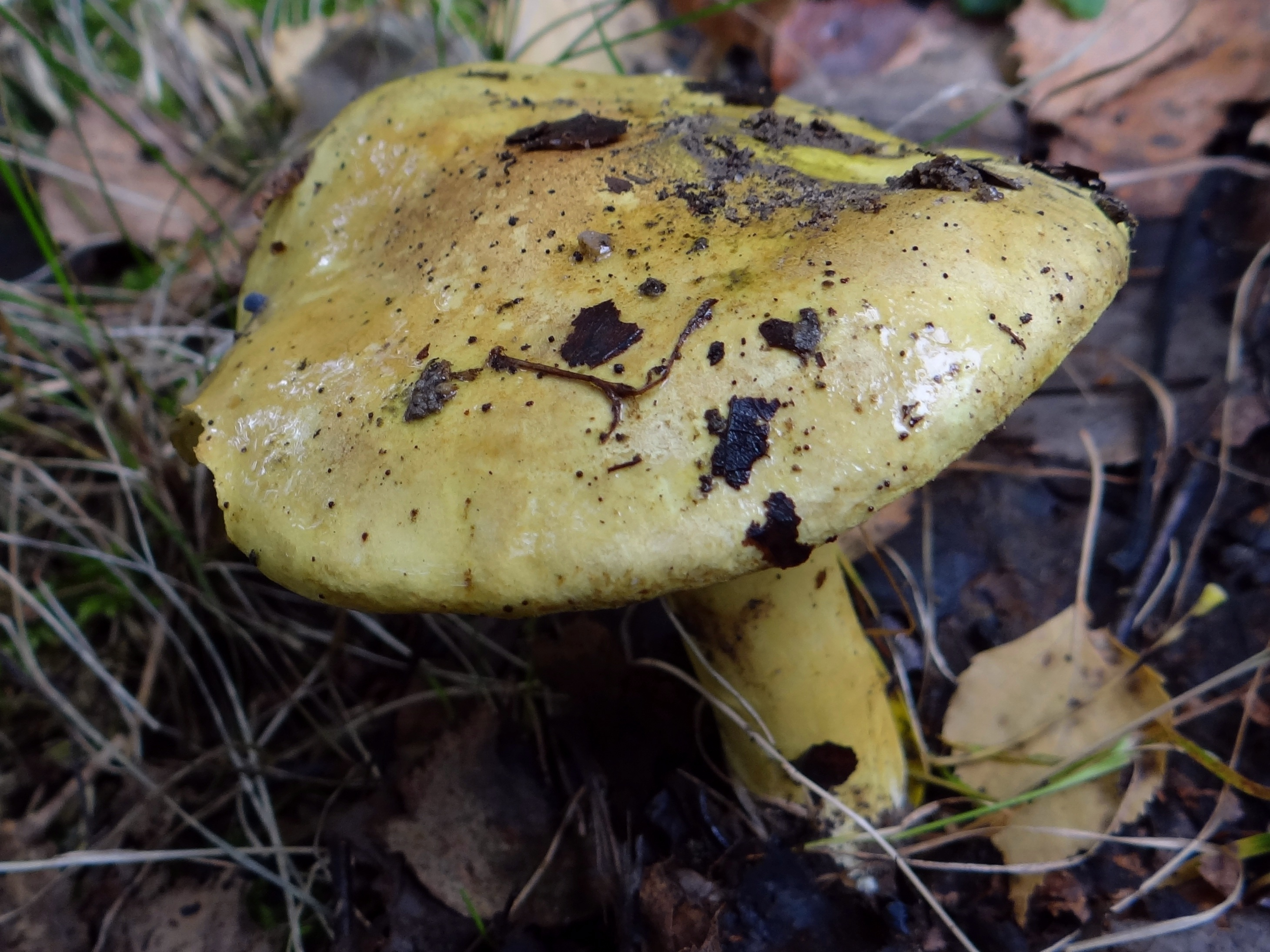
Tricholoma equestre

## Specii de genul Russula în Europa
| - Russula acrolamellata McNabb (1973) - Russula acrifolia Romagn. (1997) - Russula adusta (Pers.) Fr. (1838) - Russula aeruginea Lindblad ex Fr. (1863) - Russula albolutescens McNabb (1973) - Russula allochroa McNabb (1973) - Russula alutacea (Fr.) - Russula anatina Romagn.(1967) - Russula anthracina Romagn. (1962) - Russula atropurpurea (Krombh.) Britzelm. (1893) - Russula atroviridis Buyck (1990) - Russula aucklandica McNabb (1973) - Russula aurea Pers. (1796) - Russula australis McNabb (1973) - Russula badia Quél. (1881) - Russula brevipes Peck (1879) - Russula chloroides (Krombh.) Bres. (1900) - Russula claroflava Grove (1888) - Russula consobrina (Fr.) Fr. (1838) - Russula cremeoochracea McNabb (1973) - Russula curtipes' F.H. Møller & Jul. Schäff. (1935) - Russula cyanoxantha (Schaeff.) Fr. (1863) - Russula decipiens (Singer) Kühner & Romagn. (1985) - Russula delica Fr. (1838) - Russula drimeia Cooke (1881) - Russula emetica (Schaeff.: Fr.) Pers. (1796) - Russula erumpens Cleland & Cheel | - Russula faginea Romagn. (1967) - Russula fellea Fr. (1838) - Russula foetens Pers. (1796) - Russula fragilis (Pers.) Fr. (1838) - Russula grata Britzelm. (1898) - Russula grisea (Batsch) Fr. (1838) - Russula griseobrunnea McNabb (1973) - Russula griseostipitata McNabb (1973) - Russula griseoviolacea McNabb (1973) - Russula griseoviridis McNabb (1973) - Russula heterophylla (Fr.) Fr. (1838) - Russula incarnata Morgan (1836) - Russula inquinata McNabb (1973) - Russula insignis Quél. (1888) - Russula integra (L.) Fr. (1838) - Russula laeta J. Schaeffer (1952) - Russula lilacea Quél., Bull. (1876) - Russula littoralis Romagn. (1972) - Russula macrocystidiata McNabb (1973) - Russula maculata Quél. & Roze (1877) | - Russula medullata Romagn. (1997) - Russula miniata McNabb (1973) - Russula multicystidiata McNabb (1973) - Russula mustelina Fr. (1838) - Russula nana Killerm. (1936) - Russula nigricans (Bull.) Fr. (1838) - Russula nitida (Pers.) Fr. (1838) - Russula nobilis Velen. (1920) - Russula ochroleuca Pers. (1796) - Russula ochrospora Quadr. (1985) - Russula olivacea (Schaeff.) Fr. (1838) - Russula paludosa (1891) Britzelm. (1891) - Russula papakaiensis McNabb (1973) - Russula parazurea Jul. Schäff. (1931) - Russula pectinata Fr. (1838) - Russula pectinatoides Peck (1907) - Russula pilocystidiata McNabb (1973) - Russula pleurogena Buyck & E. Horak (1999) - Russula pseudoareolata McNabb (1973) - Russula pudorina McNabb (1973) - Russula purpureotincta McNabb (1973) - Russula queletii Fr. (1872) | - Russula rimosa Murrill (1946) - Russula rimulosa Pennycook (2003) - Russula rosea Pers. (1796) - Russula roseopileata McNabb (1973) - Russula roseostipitata McNabb (1973) - Russula sanguinea (Bull.) Fr. (1838) - Russula solitaria McNabb (1973) - Russula sororia (Fr.) Romell (1891) - Russula subfoetens W.G.Sm. (1873) - Russula subvelutina Peck - Russula subvinosa McNabb (1973) - Russula tawai McNabb (1973) - Russula torulosa Bres. (1929) - Russula tricholomopsis McNabb (1973) - Russula umerensis McNabb (1973) - Russula vesca Fr. (1836) - Russula vinaceocuticulata McNabb (1973) - Russula vinosa Lindblad (1901) - Russula violeipes Quél. (1898) - Russula virescens (Schaeff.) Fr. - Russula viridis Cleland (1933) - Russula vivida McNabb (1973) - Russula xerampelina (Schaeff.) Fr. |